# Jardines de Pereda

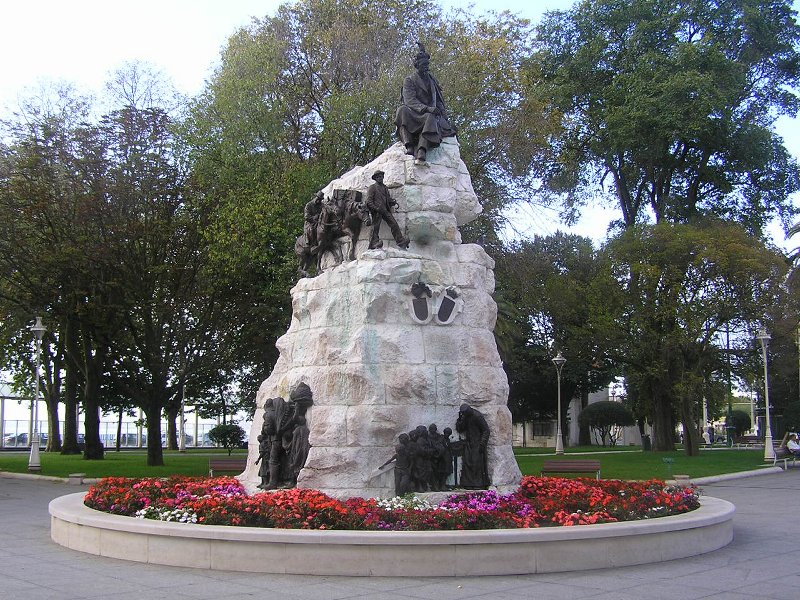
Monumento a José María de Pereda, en los jardines del mismo nombre

Los jardines de Pereda es un parque público de la ciudad de Santander, en Cantabria (España). Están situados sobre los terrenos ganados al mar que fueron utilizados como muelle portuario en 1805 y se inauguraron oficialmente en 1905 coincidiendo con la celebración de la una Exposición de Artes e Industrias. Es un espacio muy concurrido debido a su centralidad y su proximidad al paseo marítimo, así como al Centro Botín.
Los jardines fueron dedicados al novelista cántabro José María de Pereda. Destaca la escultura a su persona, realizada por Lorenzo Coullaut Valera. Los grabados que se ven rodeando al busto de Pereda representan escenas de sus obras.
Los jardines se caracterizan por las arboladas de más de 200 árboles en su conjunto que sirven de refugio desde septiembre a marzo a miles de pequeños estorninos, típicos del invierno de Santander. En el existen ejemplares de magnolias, acebos, palmeras, cedros, castaños de Indias, pinos, bojs, tejos, tilos, manzanos de flor.
Con la construcción en sus aledaños del Centro Botín, se llevó a cabo una reforma de los jardines anexos a cargo del paisajista Fernando Caruncho, que finalizó en 2014. Tras la renovación los jardines de Pereda duplicaron su superficie anterior de 48.000 m², doblando las zonas estanciales y triplicando las zonas verdes, al soterrarse parte del tráfico rodado del paseo de Pereda mediante un túnel.